# Ticuna

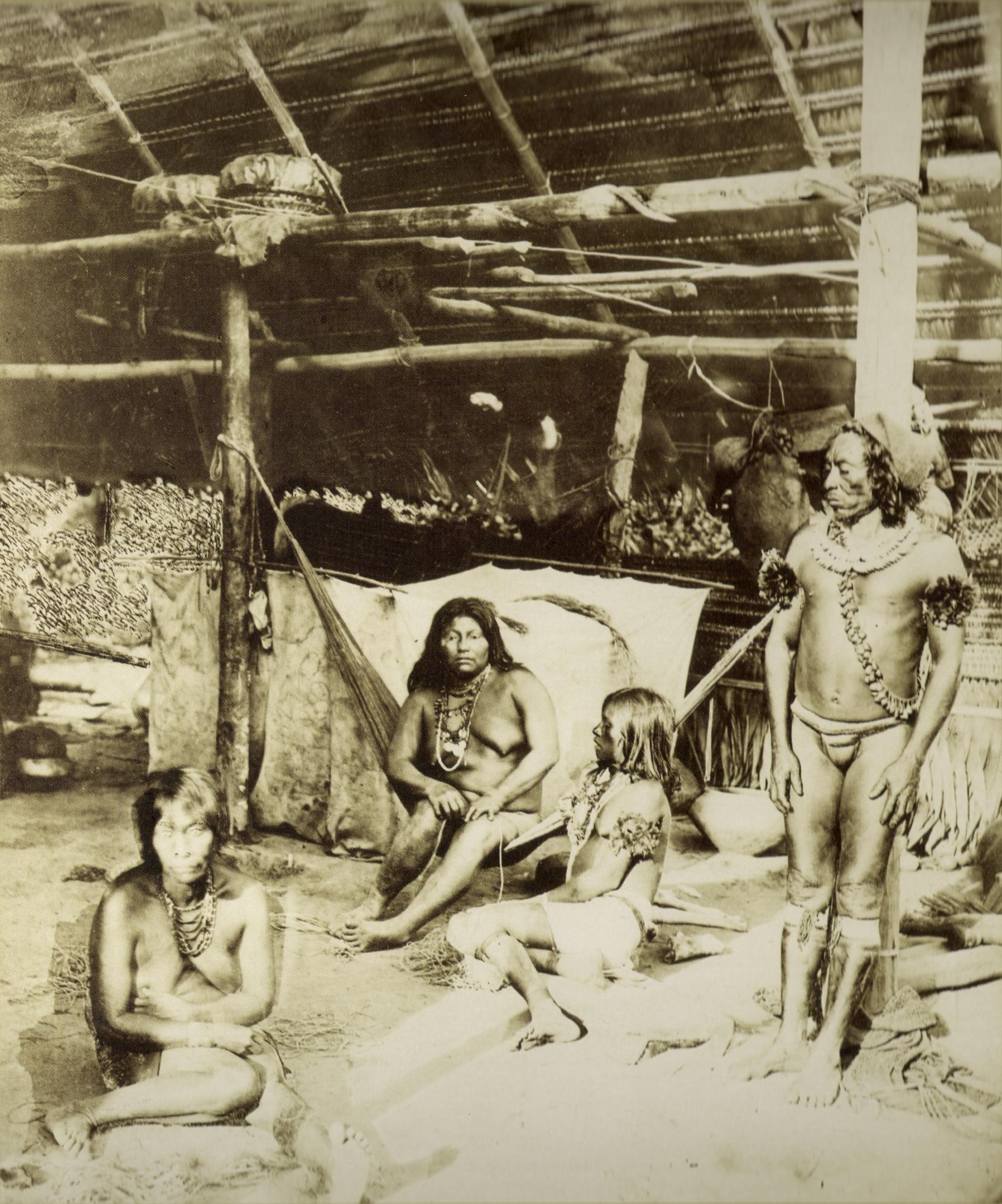
Tukuna

I Ticuna (o anche Tikuna, Tucuna, Tukúna) sono un gruppo etnico della Colombia, del Perù e del Brasile, con una popolazione totale di circa 21000 individui che parlano la lingua Ticuna (codice ISO 639: TCA).
Vivono lungo il Rio delle Amazzoni.